# Lista över insjöar i Sverige med namn som slutar på -kärret

Spridning av sjöar med namn på -kärr och -kärret (och Kärr, Kärret), i Sverige

Lista över insjöar i Sverige med artikel på Wikipedia som slutar på -kärret. 
I listan ingår både namn där -kärret utgör efterled och sådana där kärret är fristående avslutande, eller ensamt, namnelement. Då listan är automatiskt genererad kan den dessvärre också innehålla sjönamn som slutar med bokstäverna "kärret", utan att etymologiskt innehålla efterledet (eller namnelementet) -kärret.  
- Kärret, Småland, sjö i Mönsterås kommun och Småland 56°59′50″N 16°31′14″Ö / 56.99732°N 16.52047°Ö
- Mörkahålakärret, sjö i Ödeshögs kommun och Östergötland 58°18′46″N 14°38′55″Ö / 58.31285°N 14.64848°Ö
- Torshagskärret, sjö i Norrköpings kommun och Östergötland 58°40′18″N 16°10′52″Ö / 58.67171°N 16.18124°Ö
- Båtsmanskärret, sjö i Nyköpings kommun och Södermanland 58°46′50″N 16°21′03″Ö / 58.78054°N 16.35081°Ö (7,4 ha)
- Dammkärret, sjö i Nyköpings kommun och Södermanland 58°43′11″N 16°25′29″Ö / 58.71970°N 16.42476°Ö (9,5 ha)
- Fiskarkärret, sjö i Nyköpings kommun och Södermanland 59°00′07″N 16°58′58″Ö / 59.00204°N 16.98264°Ö (7 ha)
- Fräkenkärret, sjö i Nyköpings kommun och Södermanland 58°55′46″N 17°11′40″Ö / 58.92946°N 17.19446°Ö (37,7 ha)
- Fäbodkärret, sjö i Katrineholms kommun och Södermanland 59°02′37″N 16°29′31″Ö / 59.04363°N 16.49190°Ö (7,3 ha)
- Fågelökärret, sjö i Katrineholms kommun och Södermanland 58°59′12″N 16°21′58″Ö / 58.98678°N 16.36606°Ö
- Kopparbolskärret, sjö i Nyköpings kommun och Södermanland 58°45′42″N 16°22′49″Ö / 58.76165°N 16.38024°Ö (14,2 ha)
- Mellankärret, sjö i Nyköpings kommun och Södermanland 58°43′16″N 16°26′53″Ö / 58.72102°N 16.44809°Ö (4 ha)
- Mårdkärret, sjö i Nyköpings kommun och Södermanland 58°43′07″N 16°27′15″Ö / 58.71857°N 16.45408°Ö (4,3 ha)
- Nedre Viråkärret, sjö i Katrineholms kommun och Södermanland 58°46′40″N 16°26′43″Ö / 58.77787°N 16.44516°Ö (26,2 ha)
- Parkkärret, sjö i Nyköpings kommun och Södermanland 58°43′40″N 16°25′22″Ö / 58.72779°N 16.42266°Ö (44,1 ha)
- Sågkärret, sjö i Nyköpings kommun och Södermanland 58°44′06″N 16°25′38″Ö / 58.73504°N 16.42728°Ö (5,4 ha)
- Övre Viråkärret, sjö i Katrineholms kommun och Södermanland 58°47′08″N 16°24′52″Ö / 58.78547°N 16.41452°Ö (56,1 ha)
- Kattkärret, sjö i Hallsbergs kommun och Närke 58°56′42″N 15°30′25″Ö / 58.94509°N 15.50708°Ö (23 ha)
- Långkärret, Närke, sjö i Askersunds kommun och Närke 58°48′50″N 15°06′55″Ö / 58.81387°N 15.11520°Ö (1 ha)
- Spångkärret, sjö i Hallsbergs kommun och Närke 58°54′53″N 15°22′18″Ö / 58.91463°N 15.37162°Ö (1,5 ha)
- Stockakärret, sjö i Lekebergs kommun och Närke 59°18′19″N 14°46′11″Ö / 59.30532°N 14.76977°Ö (6,4 ha)
- Gräskärret, sjö i Sala kommun och Västmanland 59°57′40″N 16°33′33″Ö / 59.96103°N 16.55909°Ö
- Dammstakärret, sjö i Vaxholms kommun och Uppland 59°24′45″N 18°15′49″Ö / 59.41253°N 18.26366°Ö (4,7 ha)
- Bäckkärret, sjö i Degerfors kommun och Värmland 59°14′51″N 14°21′57″Ö / 59.24744°N 14.36597°Ö
- Flykärret, sjö i Filipstads kommun och Värmland 59°43′03″N 14°21′43″Ö / 59.71738°N 14.36181°Ö
- Kärret, Hälsingland, sjö i Söderhamns kommun och Hälsingland 61°06′39″N 17°06′40″Ö / 61.11079°N 17.11099°Ö (6,6 ha)
- Lappvikskärret, sjö i Skellefteå kommun och Västerbotten 64°52′48″N 21°12′19″Ö / 64.88012°N 21.20518°Ö (3,1 ha)
- Långkärret, Västerbotten, sjö i Skellefteå kommun och Västerbotten 64°49′13″N 21°08′52″Ö / 64.82022°N 21.14775°Ö
- Storkärret, Västerbotten, sjö i Skellefteå kommun och Västerbotten 64°56′02″N 20°26′23″Ö / 64.93382°N 20.43977°Ö (0,6 ha)
- Flakabergskärret, sjö i Bodens kommun och Norrbotten 65°59′26″N 21°06′32″Ö / 65.99064°N 21.10895°Ö
- Hertekärret, sjö i Arjeplogs kommun och Lappland 65°40′07″N 18°13′13″Ö / 65.66850°N 18.22026°Ö
- Kamlidkärret, sjö i Arvidsjaurs kommun och Lappland 65°42′53″N 19°21′52″Ö / 65.71476°N 19.36433°Ö
- Långkärret, Lappland, sjö i Storumans kommun och Lappland 65°19′33″N 16°53′18″Ö / 65.32589°N 16.88842°Ö
- Mörttjärnkärret, sjö i Arvidsjaurs kommun och Lappland 65°39′14″N 19°18′21″Ö / 65.65389°N 19.30593°Ö
- Stenbottenkärret, sjö i Lycksele kommun och Lappland 64°46′00″N 17°55′28″Ö / 64.76665°N 17.92431°Ö
- Stenkärret (Sorsele socken, Lappland), sjö i Sorsele kommun och Lappland 65°37′29″N 17°07′42″Ö / 65.62475°N 17.12835°Ö
- Stenkärret (Stensele socken, Lappland), sjö i Storumans kommun och Lappland 65°06′03″N 17°23′58″Ö / 65.10094°N 17.39938°Ö (9,6 ha)
- Storkärret, Lappland, sjö i Arvidsjaurs kommun och Lappland 65°35′11″N 19°15′56″Ö / 65.58630°N 19.26558°Ö